# Yūta Miyamoto
Yūta Miyamoto (japanisch 宮本 優太 Miyamoto Yūta; * 15. Dezember 1999 in Tokio, Präfektur Tokio) ist ein japanischer Fußballspieler.

## Karriere
Yūta Miyamoto erlernte das Fußballspielen in der Schulmannschaft der Ryūtsū-Keizai University Kashiwa High School sowie in der Universitätsmannschaft der Ryūtsū-Keizai-Universität. Von April 2018 bis Mai 2018 spielte er mit dem Ryutsu Keizai University FC einmal in der Regionalliga. Von November 2020 bis Januar 2022 spielte er auf Leihbasis bei den Urawa Red Diamonds. Die Urawa Reds spielten in der ersten japanischen Liga, der J1 League. Während seiner Ausleihe kam er in der ersten Liga nicht zum Einsatz. Nach der Ausleihe wurde er am 1. Februar 2022 von den Urawa Reds fest unter Vertrag genommen. Sein erstes Pflichtspiel für den Verein machte er am 12. Februar 2020, als er im Finale des Supercups gegen Kawasaki Frontale in der 86. Minute für Takahiro Sekine eingewechselt wurde. Die Urawa Reds gewannen das Endspiel durch zwei Tore von Ataru Esaka 2:0. Sein Debüt in der ersten Liga gab Yūta Miyamoto am 26. Februar 2022 (2. Spieltag) im Heimspiel gegen Gamba Osaka. Hier stand er in der Startelf und wurde in der 86. Minute gegen Tomoya Inukai ausgewechselt. Gamba Osaka gewann das Spiel durch ein Tor von Yūya Fukuda mit 1:0. Im Januar 2023 wechselte er auf Leihbasis zum belgischen Zweitligisten KMSK Deinze. Für den Verein aus Deinze bestritt er in der Rückrunde der Saison 2022/23 zwei Ligaspiele. Nach der Ausleihe kehrte er im Sommer 2023 nach Japan zurück. Am 1. Februar 2024 wurde er an den Ligakonkurrenten Kyōto Sanga ausgeliehen.

## Erfolge
Urawa Red Diamonds
- Japanischer Supercup-Sieger: 2022